# Верє
Верє (словен. Verje) — поселення в общині Медводе, Осреднєсловенський регіон, Словенія. 
Висота над рівнем моря: 319,5 м.